# Eduardo Gasset y Artime
Eduardo Gasset y Artime (Pontevedra, 13 de junio de 1832-Madrid, 20 de mayo de 1884) fue un político y periodista español.

## Biografía
Nacido el 13 de junio de 1832 en la ciudad gallega de Pontevedra, trabajó desde muy joven en el Banco San Fernando y en el Ministerio de Hacienda. Como político se inició en la Unión Liberal. Fue diputado por diversas circunscripciones, siéndolo varias veces por Padrón. Concejal del Ayuntamiento de Madrid, llegó a ejercer como ministro de Ultramar en 1872, cargo del que dimitirá al no estar de acuerdo con el Gobierno en la abolición de la esclavitud, por las consecuencias que podía tener en la situación de Cuba y Puerto Rico.
Dirigió El Eco del País, fundado en 1862, y, más tarde, fundaría el diario El Imparcial, en 1867, periódico de tendencia liberal y uno de los diarios más influyentes en España a finales del siglo XIX y principios del siglo XX. Fue protector de Valle-Inclán. Vivió en el pazo Torre de Xunqueiras.
En 1872 fue nombrado senador por la provincia de Teruel y, posteriormente, fue nombrado senador vitalicio (1883-1884).
Padre del político Rafael Gasset Chinchilla y de Dolores Gasset Chinchilla, madre de José Ortega y Gasset.